# Copa Fraternidad 1972
La Copa Fraternidad 1972 fue la segunda edición de la Copa Fraternidad Centroamericana, torneo de fútbol a nivel de clubes de Centroamérica avalado por la Concacaf y que contó con la participación de 12 equipos de la región, 6 equipos más que en la edición anterior.
El Saprissa de Costa Rica venció en la final al Aurora de Guatemala para ganar el título por primera vez y ser el primer club de Costa Rica en ganar el torneo, mientras que el Comunicaciones, campeón de la edición anterior, no pasó de la fase de grupos.

## Equipos participantes
En cursiva los equipos debutantes en el torneo.
| País                | Equipo                                               | Vía de clasificación |
| ------------------- | ---------------------------------------------------- | --- |
| Costa Rica 4 cupos  | Saprissa Alajuelense Herediano Municipal Puntarenas  | Campeón de la Primera División 1971 Subcampeón de la Primera División 1971 Tercero de la Primera División 1971 Cuarto de la Primera División 1971 |
| El Salvador 4 cupos | Juventud Olímpica Alianza Universidad Atlético Marte | Campeón de la Primera División 1971 Subcampeón de la Primera División 1971 Tercero de la Primera División 1971 Cuarto de la Primera División 1971 |
| Guatemala 4 cupos   | Comunicaciones Aurora Municipal Cementos Novella     | Campeón de la Liga Nacional 1971 Subcampeón de la Liga Nacional 1971 Tercero de la Liga Nacional 1971 Cuarto de la Liga Nacional 1971             |

## Grupo A

### Partidos
| Equipo 1          | Resultado | Equipo 2          |
| ----------------- | --------- | ----------------- |
| Comunicaciones    | 0-0       | Atlético Marte    |
| Cementos Novella  | 3-3       | Comunicaciones    |
| Juventud Olímpica | 0-0       | Herediano         |
| Saprissa          | 0-0       | Atlético Marte    |
| Comunicaciones    | 3-1       | Juventud Olímpica |
| Atlético Marte    | 0-1       | Cementos Novella  |
| Saprissa          | 2-2       | Herediano         |
| Cementos Novella  | 1-1       | Saprissa          |
| Atlético Marte    | 1-0       | Juventud Olímpica |
| Herediano         | 0-2       | Comunicaciones    |
| Comunicaciones    | 0-0       | Saprissa          |
| Juventud Olímpica | 0-2       | Cementos Novella  |
| Herediano         | 5-1       | Atlético Marte    |
| Cementos Novella  | 2-2       | Herediano         |
| Saprissa          | 3-0       | Juventud Olímpica |
| Comunicaciones    | 1-0       | Cementos Novella  |
| Herediano         | 2-1       | Juventud Olímpica |
| Atlético Marte    | 1-2       | Saprissa          |
| Cementos Novella  | 3-1       | Atlético Marte    |
| Juventud Olímpica | 2-1       | Comunicaciones    |
| Saprissa          | 1-1       | Herediano         |
| Comunicaciones    | 0-1       | Herediano         |
| Saprissa          | 4-1       | Cementos Novella  |
| Atlético Marte    | 2-0       | Juventud Olímpica |
| Cementos Novella  | 2-0       | Juventud Olímpica |
| Atlético Marte    | 1-2       | Herediano         |
| Saprissa          | 2-1       | Comunicaciones    |
| Juventud Olímpica | 0-0       | Saprissa          |
| Herediano         | 2-2       | Cementos Novella  |
| Atlético Marte    | n/p1      | Comunicaciones    |

1- El partido no se jugó por ser irrelevante, ya que ambos equipos estaban eliminados.

### Clasificación
| Club              | PTS | PJ | PG | PE | PP | GF | GC | +/- |
| ----------------- | --- | -- | -- | -- | -- | -- | -- | --- |
| Saprissa          | 14  | 10 | 4  | 6  | 0  | 15 | 7  | +8  |
| Herediano         | 13  | 10 | 4  | 5  | 1  | 17 | 12 | +5  |
| Cementos Novella  | 12  | 10 | 4  | 4  | 2  | 17 | 14 | +3  |
| Comunicaciones    | 9   | 9  | 3  | 3  | 3  | 11 | 9  | +2  |
| Atlético Marte    | 6   | 9  | 2  | 2  | 5  | 7  | 13 | -6  |
| Juventud Olímpica | 4   | 10 | 1  | 2  | 7  | 4  | 16 | -12 |

## Grupo B

### Partidos
| Equipo 1             | Resultado | Equipo 2             |
| -------------------- | --------- | -------------------- |
| Aurora               | 0-1       | Universidad          |
| Alianza              | 2-0       | Municipal Puntarenas |
| Municipal            | 1-1       | Universidad          |
| Alianza              | 2-1       | Aurora               |
| Alajuelense          | 5-1       | Municipal Puntarenas |
| Aurora               | 3-1       | Municipal            |
| Universidad          | 2-2       | Municipal Puntarenas |
| Alajuelense          | 1-0       | Alianza              |
| Aurora               | 4-2       | Alajuelense          |
| Universidad          | 2-1       | Alianza              |
| Municipal Puntarenas | 5-4       | Municipal            |
| Aurora               | 2-0       | Municipal Puntarenas |
| Alianza              | 2-0       | Municipal            |
| Alajuelense          | 2-1       | Universidad          |
| Municipal            | 3-0       | Alajuelense          |
| Universidad          | 1-1       | Aurora               |
| Municipal Puntarenas | 3-2       | Alianza              |
| Aurora               | 1-1       | Alianza              |
| Universidad          | 1-0       | Municipal            |
| Alajuelense          | 2-0       | Municipal Puntarenas |
| Aurora               | 4-0       | Municipal            |
| Alianza              | 1-0       | Alajuelense          |
| Municipal Puntarenas | 4-4       | Universidad          |
| Municipal            | 1-0       | Municipal Puntarenas |
| Alajuelense          | 1-2       | Aurora               |
| Municipal            | 1-0       | Alianza              |
| Universidad          | 2-2       | Alajuelense          |
| Municipal Puntarenas | 2-2       | Aurora               |
| Alajuelense          | 2-0       | Municipal            |
| Universidad          | 2-1       | Alianza              |

### Clasificación
| Club                 | PTS | PJ | PG | PE | PP | GF | GC | +/- |
| -------------------- | --- | -- | -- | -- | -- | -- | -- | --- |
| Aurora               | 13  | 10 | 5  | 3  | 2  | 20 | 11 | +9  |
| Universidad          | 13  | 10 | 4  | 5  | 1  | 17 | 14 | +3  |
| Alajuelense          | 11  | 10 | 5  | 1  | 4  | 17 | 14 | +3  |
| Alianza              | 9   | 10 | 4  | 1  | 5  | 12 | 11 | +1  |
| Municipal            | 7   | 10 | 3  | 1  | 6  | 11 | 18 | -7  |
| Municipal Puntarenas | 7   | 10 | 2  | 3  | 5  | 17 | 26 | -9  |

- Debido al empate de puntos entre Aurora y Universidad de El Salvador, se hizo un partido de desempate para definir el clasificado a la final.

### Desempate
| Equipo 1    | Resultado | Equipo 2 |
| ----------- | --------- | -------- |
| Universidad | 0-1       | Aurora   |

## Final

### Ida
| 10 de marzo de 1972 | Aurora            | 1:1 (0:1) | Saprissa  | Estadio Mateo Flores, Ciudad de Guatemala                          |                                                                    |
|                     | Roldán 79' (pen.) | Reporte   | Grant 11' | Asistencia: 15,000 espectadores Árbitro(s): Marco Antonio Dorantes | Asistencia: 15,000 espectadores Árbitro(s): Marco Antonio Dorantes |

|            | POR        | Antonio Galán      |       |
|            | DEF        | René de León       |       |
|            | DEF        | Hugo Morán         |       |
|            | DEF        | Rubén Miranda      |       |
|            | DEF        | Octavio López      |       |
|            | MED        | Jorge Roldán       |       |
|            | MED        | Marco Fión         |       |
|            | DEL        | Daniel Salamanca   |       |
|            | DEL        | Edgar González     |       |
|            | DEL        | Luis López Meneses |       |
|            | DEL        | Rolando Valdez     | Salió |
| Entrenador | Entrenador | Rubén Amorín       |       |

|            | POR        | Juan Gutiérrez      |       |
|            | DEF        | Fernando Solano     |       |
|            | DEF        | Guillermo Hernández |       |
|            | DEF        | Dagoberto Díaz      | Salió |
|            | DEF        | Fernando Hernández  |       |
|            | MED        | Heriberto Rojas     |       |
|            | MED        | Francisco Hernández |       |
|            | DEL        | Jaime Grant         |       |
|            | DEL        | Carlos Solano       | Salió |
|            | DEL        | Hernán Morales      |       |
|            | DEL        | Luis Aguilar        |       |
| Entrenador | Entrenador | Marvin Rodríguez    |       |

|  | DEL | Félix Corado | Entró |

|  | DEF | Bolívar Quirós | Entró |
|  | DEL | Odir Jacques   | Entró |

| Anotado · Penal | 79' | Jorge Roldán | 1:1 |

| Anotado | 11' | Jaime Grant | 1:0 |

| Expulsado | 78' | Fernando Hernández |

| Árbitro             | Marco Antonio Dorantes |
| Árbitros asistentes | Robles                 |
|                     | Monge                  |

|            | POR        | Antonio Galán      |       |
|            | DEF        | René de León       |       |
|            | DEF        | Hugo Morán         |       |
|            | DEF        | Rubén Miranda      |       |
|            | DEF        | Octavio López      |       |
|            | MED        | Jorge Roldán       |       |
|            | MED        | Marco Fión         |       |
|            | DEL        | Daniel Salamanca   |       |
|            | DEL        | Edgar González     |       |
|            | DEL        | Luis López Meneses |       |
|            | DEL        | Rolando Valdez     | Salió |
| Entrenador | Entrenador | Rubén Amorín       |       |

|            | POR        | Juan Gutiérrez      |       |
|            | DEF        | Fernando Solano     |       |
|            | DEF        | Guillermo Hernández |       |
|            | DEF        | Dagoberto Díaz      | Salió |
|            | DEF        | Fernando Hernández  |       |
|            | MED        | Heriberto Rojas     |       |
|            | MED        | Francisco Hernández |       |
|            | DEL        | Jaime Grant         |       |
|            | DEL        | Carlos Solano       | Salió |
|            | DEL        | Hernán Morales      |       |
|            | DEL        | Luis Aguilar        |       |
| Entrenador | Entrenador | Marvin Rodríguez    |       |

|  | DEL | Félix Corado | Entró |

|  | DEF | Bolívar Quirós | Entró |
|  | DEL | Odir Jacques   | Entró |

| Anotado · Penal | 79' | Jorge Roldán | 1:1 |

| Anotado | 11' | Jaime Grant | 1:0 |

| Expulsado | 78' | Fernando Hernández |

| Árbitro             | Marco Antonio Dorantes |
| Árbitros asistentes | Robles                 |
|                     | Monge                  |

### Vuelta
| 15 de marzo de 1972 | Saprissa    | 1:0 (1:0) (Global 2:1) | Aurora | Estadio Nacional, San José                                 |                                                            |
|                     | Jacques 22' | Reporte                |        | Asistencia: 13,878 espectadores Árbitro(s): Javier Galindo | Asistencia: 13,878 espectadores Árbitro(s): Javier Galindo |

|            | POR        | Juan Gutiérrez      |     |
|            | DEF        | Fernando Solano     |     |
|            | DEF        | Guillermo Hernández |     |
|            | DEF        | Heriberto Rojas     |     |
|            | DEF        | Bolívar Quirós      |     |
|            | MED        | Asdrúbal Paniagua   |     |
|            | MED        | Hernán Morales      |     |
|            | DEL        | Edgar Marín         |     |
|            | DEL        | Jaime Grant         | 75' |
|            | DEL        | Odir Jacques        |     |
|            | DEL        | Luis Aguilar        |     |
| Entrenador | Entrenador | Marvin Rodríguez    |     |

|            | POR        | Antonio Galán     |       |
|            | DEF        | Octavio López     |       |
|            | DEF        | Roberto Camposeco |       |
|            | DEF        | Hugo Morán        |       |
|            | DEF        | Roberto Ochoa     |       |
|            | MED        | Aguilar           | Salió |
|            | MED        | Hugo Mérida       |       |
|            | DEL        | Marco Fión        | 46'   |
|            | DEL        | Jorge Roldán      |       |
|            | DEL        | Edgar González    |       |
|            | DEL        | Rolando Valdez    |       |
| Entrenador | Entrenador | Rubén Amorín      |       |

|  | DEL | Francisco Hernández | 75' |

|  | MED | Félix Corado     | Entró |
|  | DEL | Daniel Salamanca | 46'   |

| Anotado | 22' | Odir Jacques | 1:0 |

| Árbitro             | Javier Galindo |
| Árbitros asistentes | Sánchez        |
|                     | Miguel Lépiz   |

|            | POR        | Juan Gutiérrez      |     |
|            | DEF        | Fernando Solano     |     |
|            | DEF        | Guillermo Hernández |     |
|            | DEF        | Heriberto Rojas     |     |
|            | DEF        | Bolívar Quirós      |     |
|            | MED        | Asdrúbal Paniagua   |     |
|            | MED        | Hernán Morales      |     |
|            | DEL        | Edgar Marín         |     |
|            | DEL        | Jaime Grant         | 75' |
|            | DEL        | Odir Jacques        |     |
|            | DEL        | Luis Aguilar        |     |
| Entrenador | Entrenador | Marvin Rodríguez    |     |

|            | POR        | Antonio Galán     |       |
|            | DEF        | Octavio López     |       |
|            | DEF        | Roberto Camposeco |       |
|            | DEF        | Hugo Morán        |       |
|            | DEF        | Roberto Ochoa     |       |
|            | MED        | Aguilar           | Salió |
|            | MED        | Hugo Mérida       |       |
|            | DEL        | Marco Fión        | 46'   |
|            | DEL        | Jorge Roldán      |       |
|            | DEL        | Edgar González    |       |
|            | DEL        | Rolando Valdez    |       |
| Entrenador | Entrenador | Rubén Amorín      |       |

|  | DEL | Francisco Hernández | 75' |

|  | MED | Félix Corado     | Entró |
|  | DEL | Daniel Salamanca | 46'   |

| Anotado | 22' | Odir Jacques | 1:0 |

| Árbitro             | Javier Galindo |
| Árbitros asistentes | Sánchez        |
|                     | Miguel Lépiz   |

## Campeón
Deportivo Saprissa

Campeón
1º título